# Globoendothyrinae
Globoendothyrinae es una subfamilia de foraminíferos bentónicos de la Familia Globoendothyridae, de la Superfamilia Tournayelloidea, del Suborden Fusulinina y del Orden Fusulinida. Su rango cronoestratigráfico abarca desde el Fammeniense superior (Devónico superior) hasta el Viseense medio (Carbonífero inferior).

## Discusión
Clasificaciones más recientes incluyen Globoendothyrinae en el Suborden Tournayellina, del Orden Tournayellida, de la Subclase Fusulinana y de la Clase Fusulinata.

## Clasificación
Globoendothyrinae incluye a los siguientes géneros:
- Carbotarima †
- Eoendothyranopsis †, también considerado en la Familia Endothyridae
- Globoendothyra †, también considerado en la Familia Endothyridae
- Planogloboendothyra †